# Сокорово (озеро)
Со́корово (бел. Со́карава) — озеро в Бешенковичском районе Витебской области Белоруссии. Относится к бассейну реки Дива.

## Описание
Озеро Сокорово расположено в 23 км к северо-западу от городского посёлка Бешенковичи, рядом с деревней Сокорово.
Площадь поверхности озера составляет 0,12 км², длина — 0,52 км, наибольшая ширина — 0,26 км. Длина береговой линии — 1,25 км.
Котловина овальной формы, вытянутая с севера на юг. Склоны высотой 5—8 м, пологие, преимущественно распаханные. Берега низкие, песчаные, поросшие кустарником.
Из северной части водоёма вытекает ручей в озеро Полозерье. Южная часть связана с системой мелиорационных каналов.
В озере обитают окунь, плотва, щука, лещ, линь и другие виды рыб.